# 스웨덴의 재외공관 목록

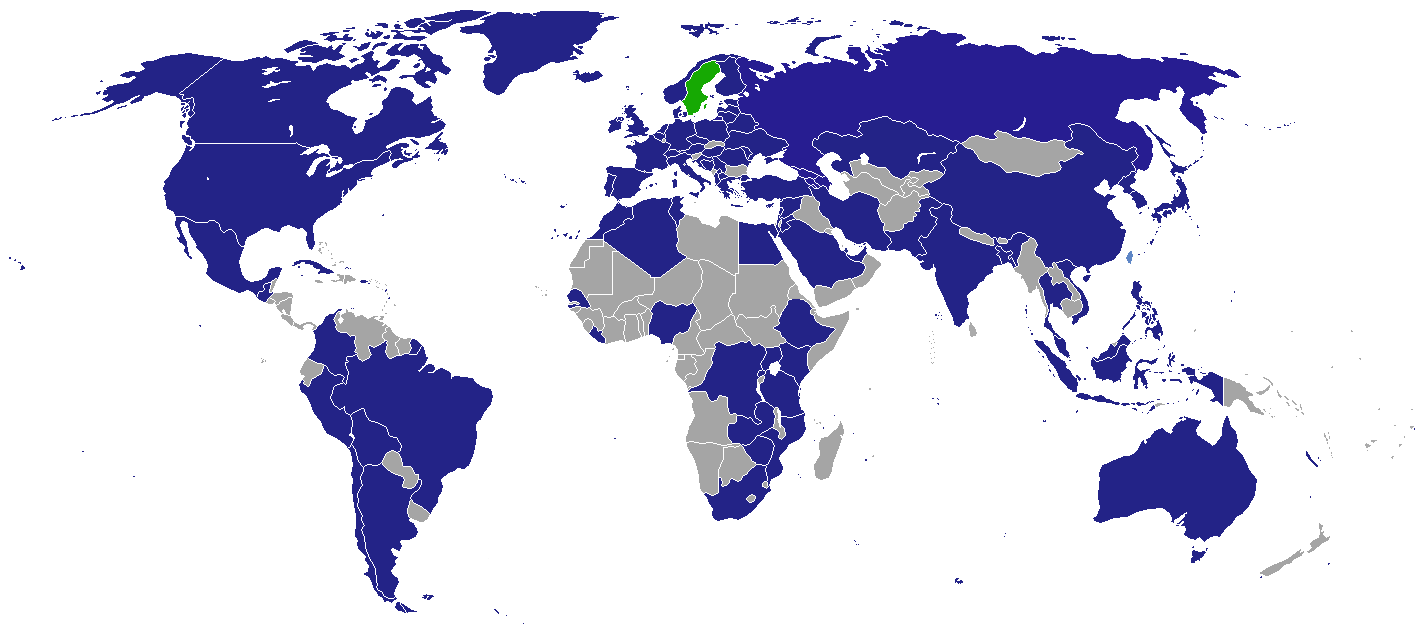
스웨덴의 재외공관

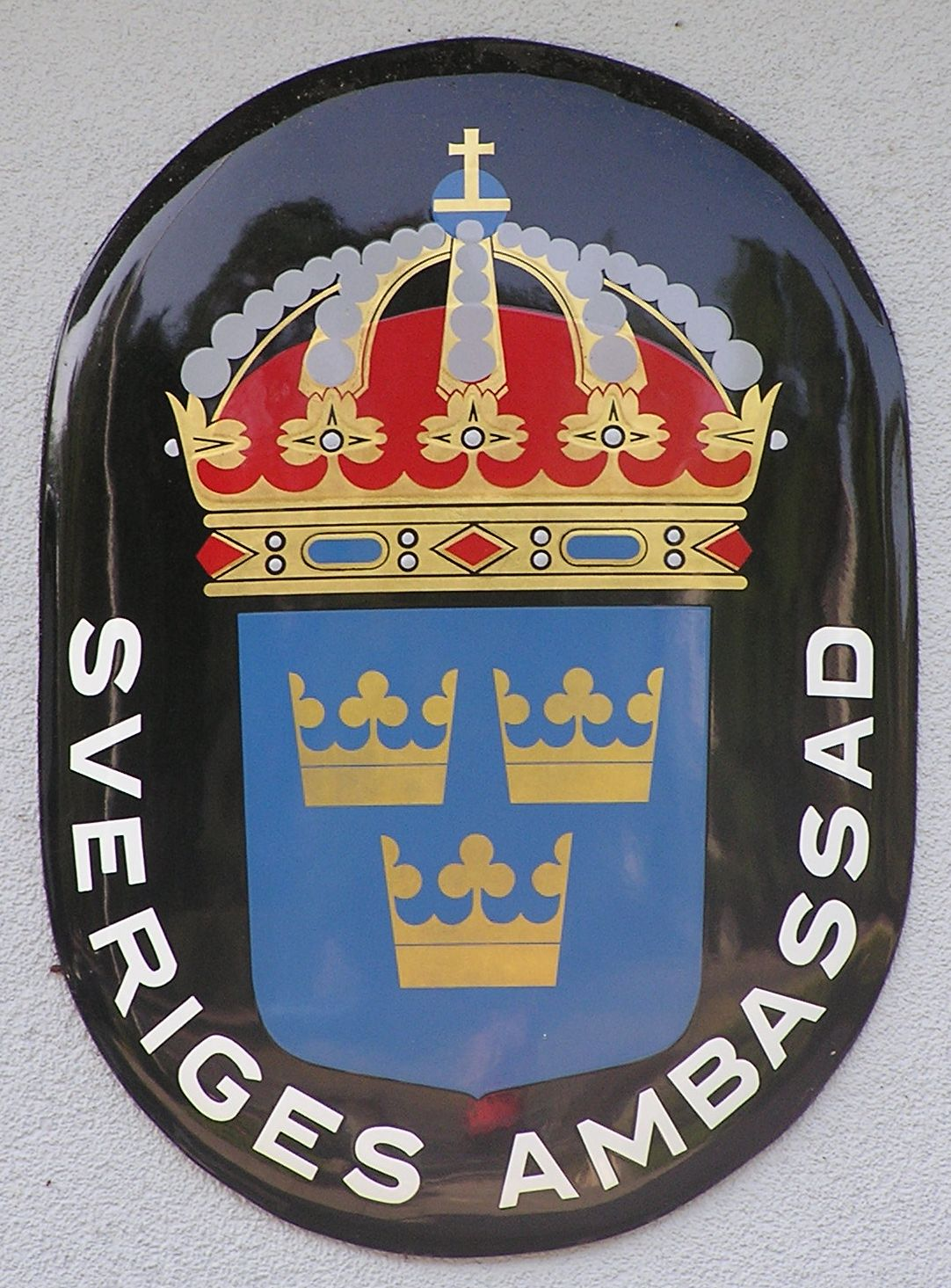
스웨덴 대사관 명판

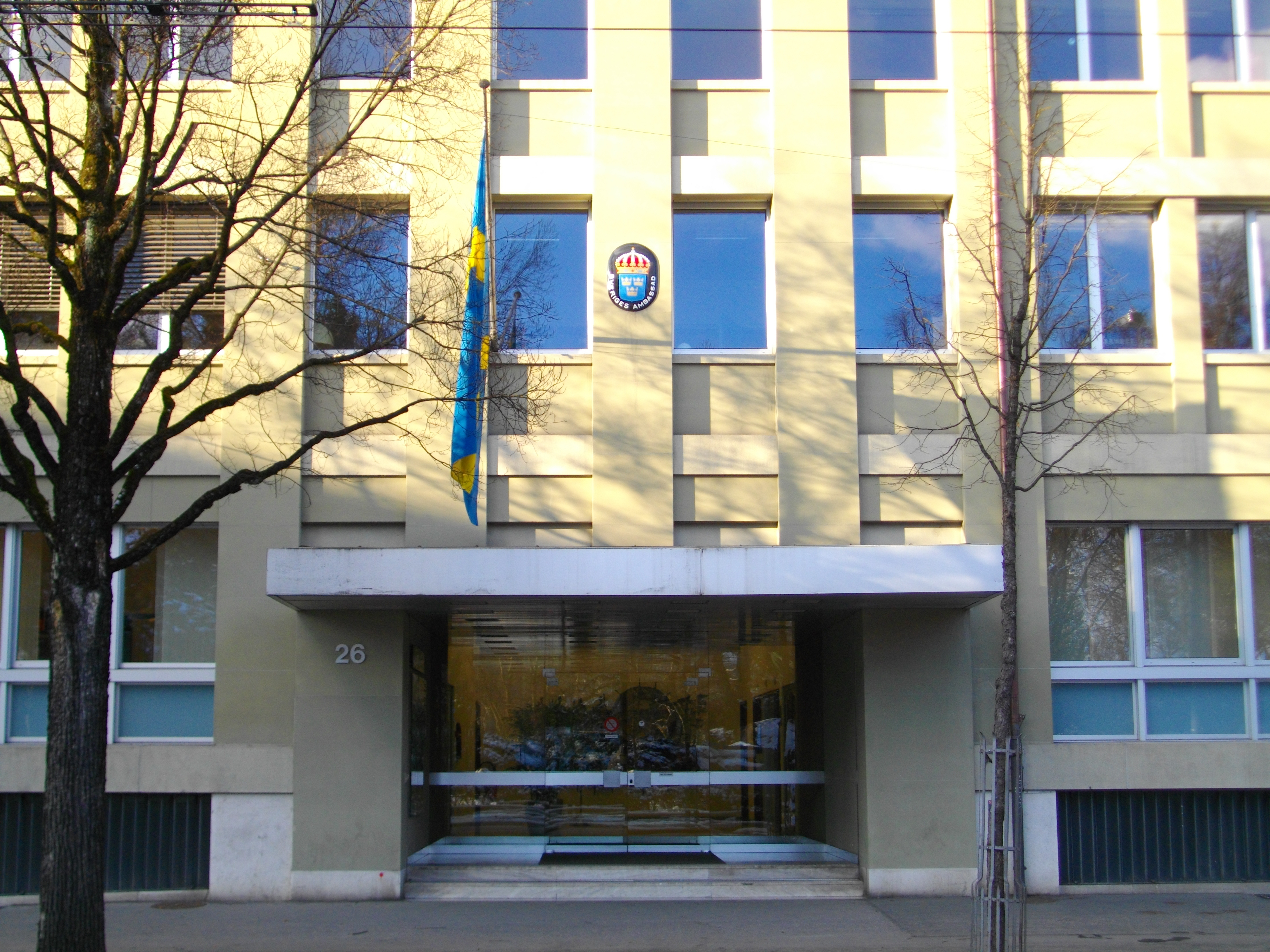
베른 주재 스웨덴 대사관

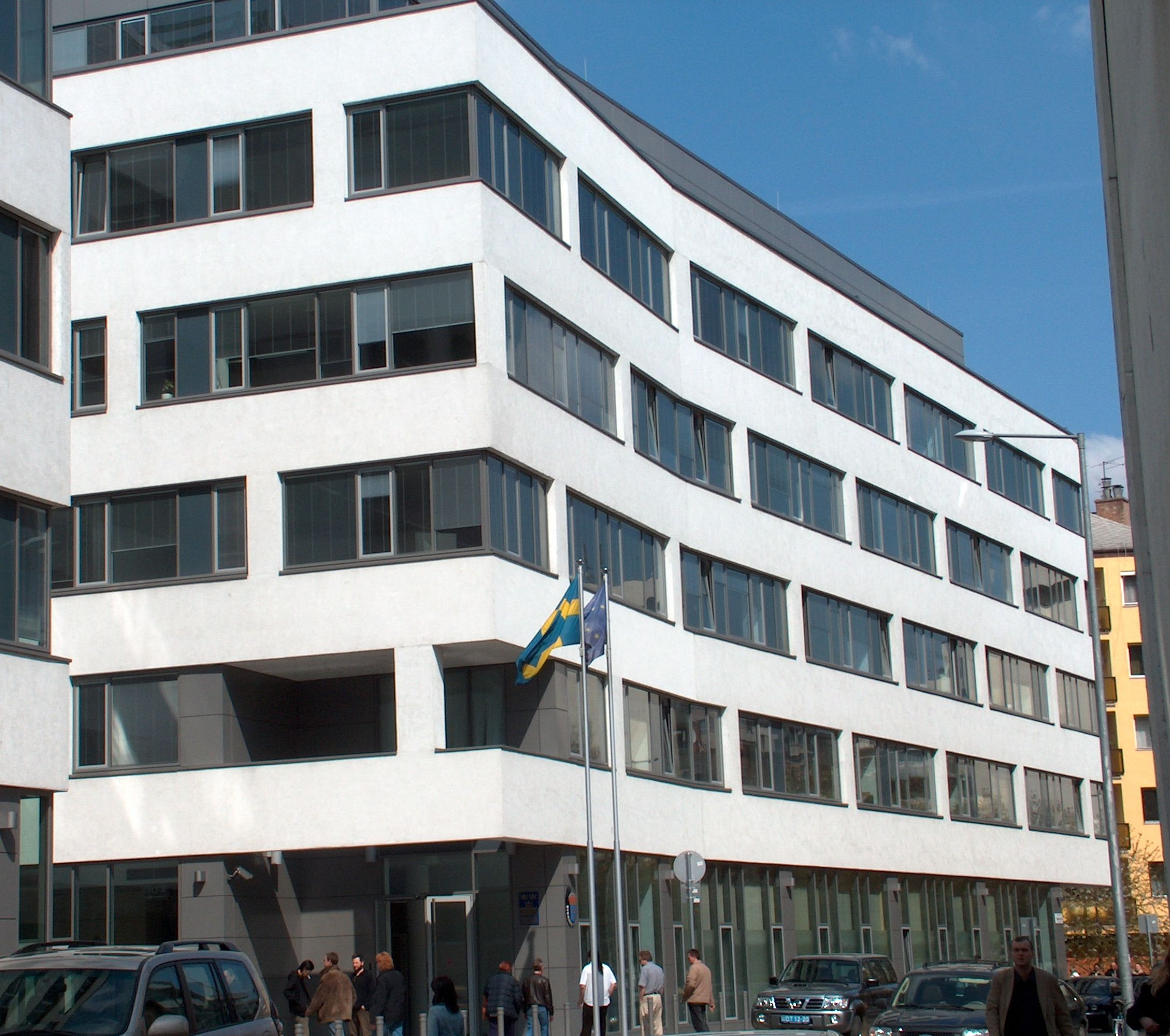
부다페스트 주재 스웨덴 대사관

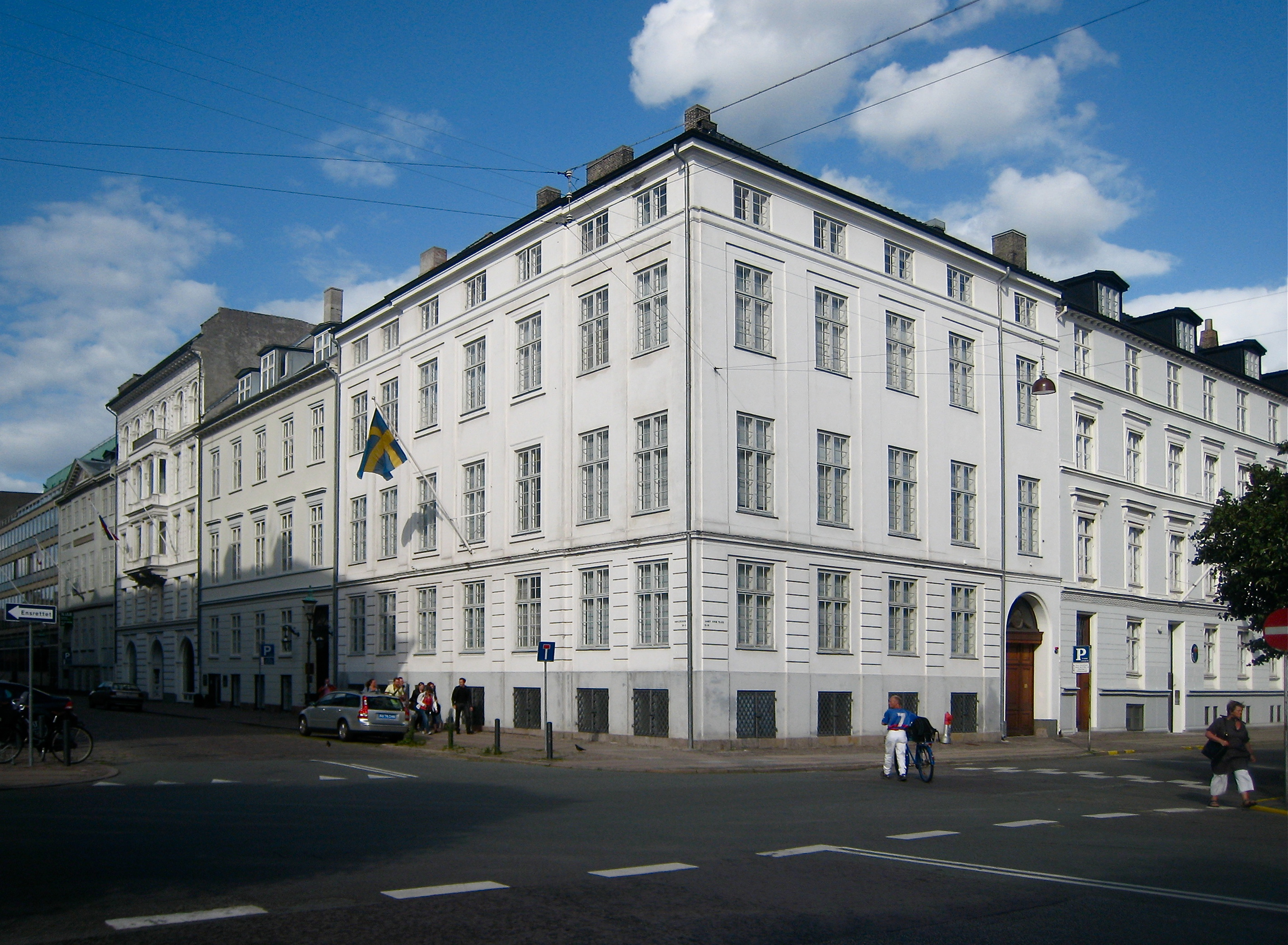
코펜하겐 주재 스웨덴 대사관

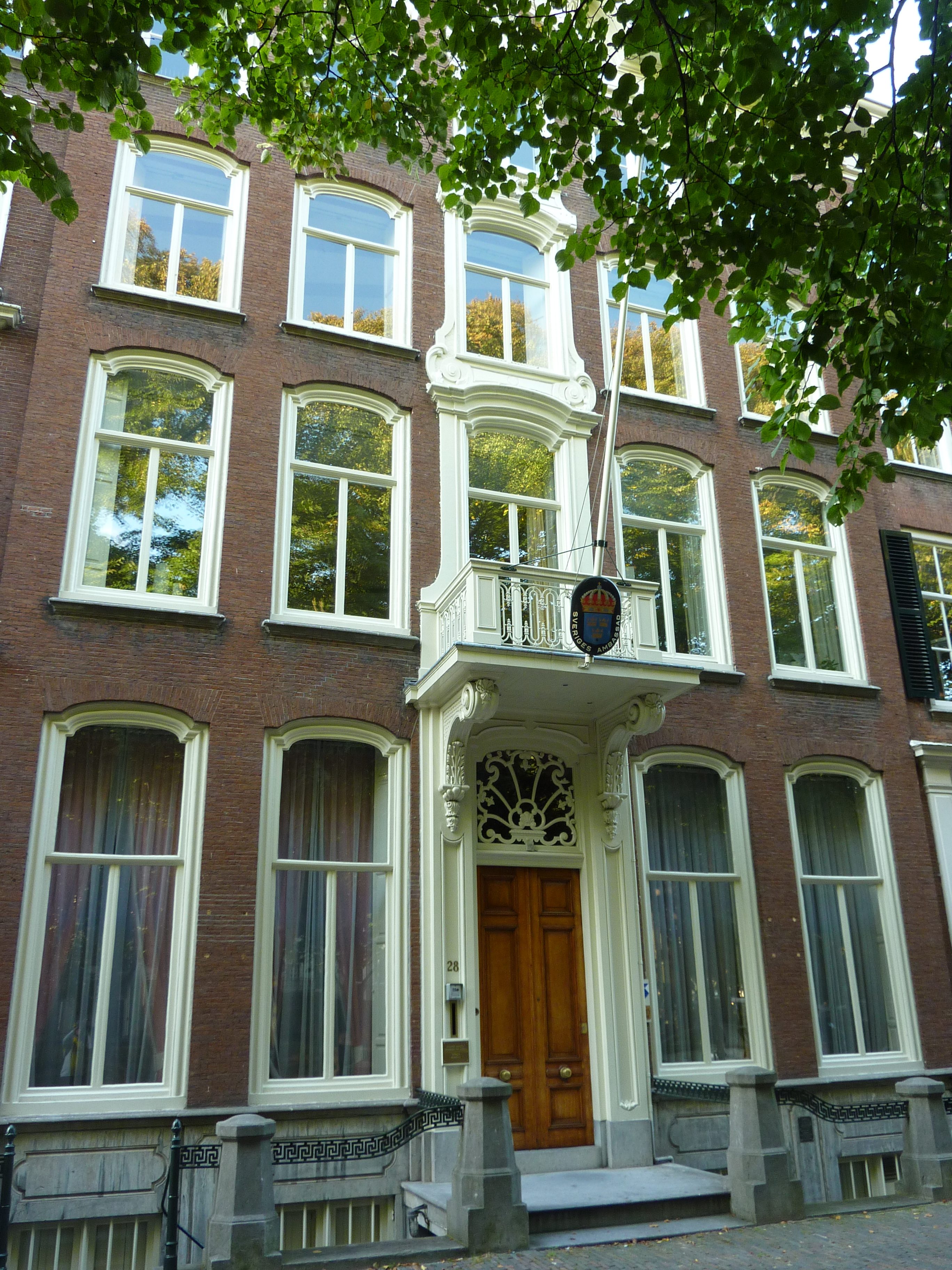
헤이그 주재 스웨덴 대사관

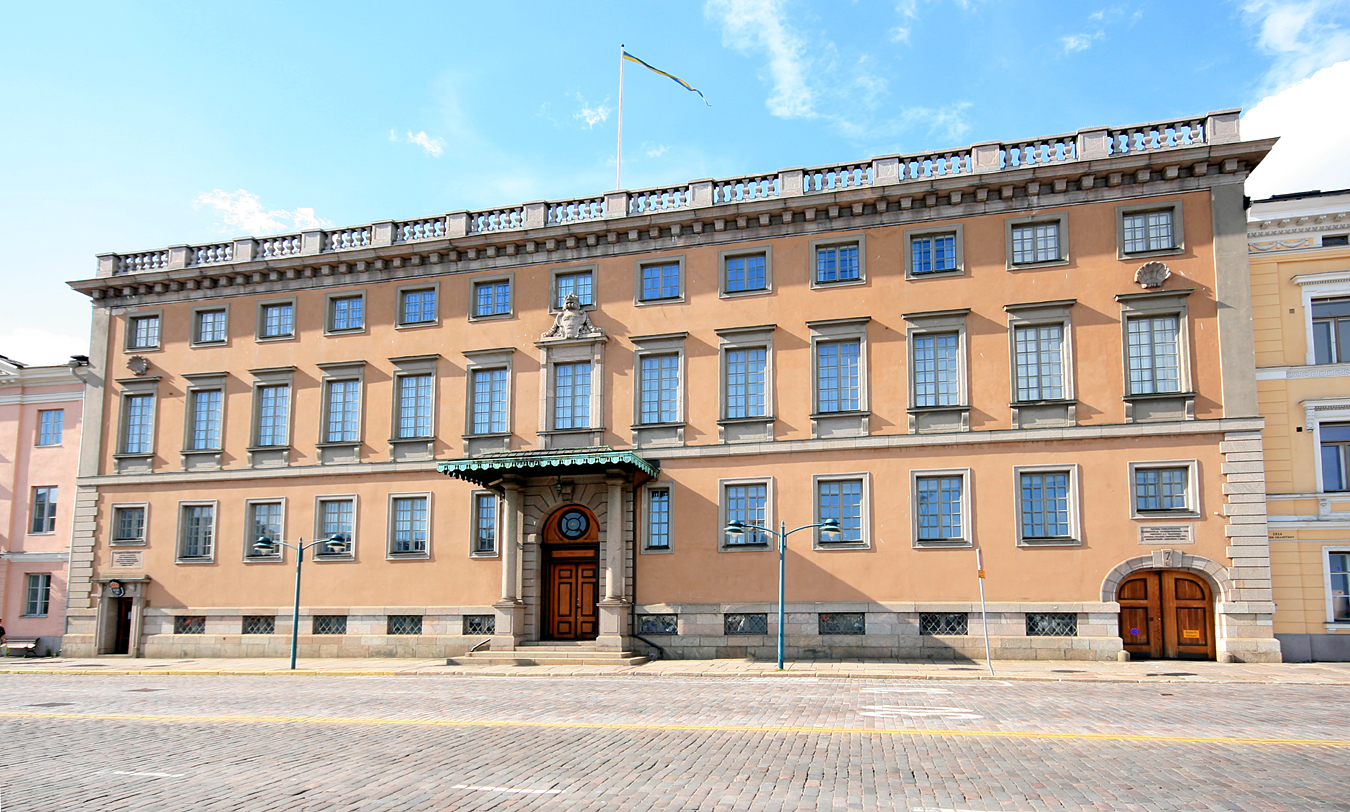
헬싱키 주재 스웨덴 대사관

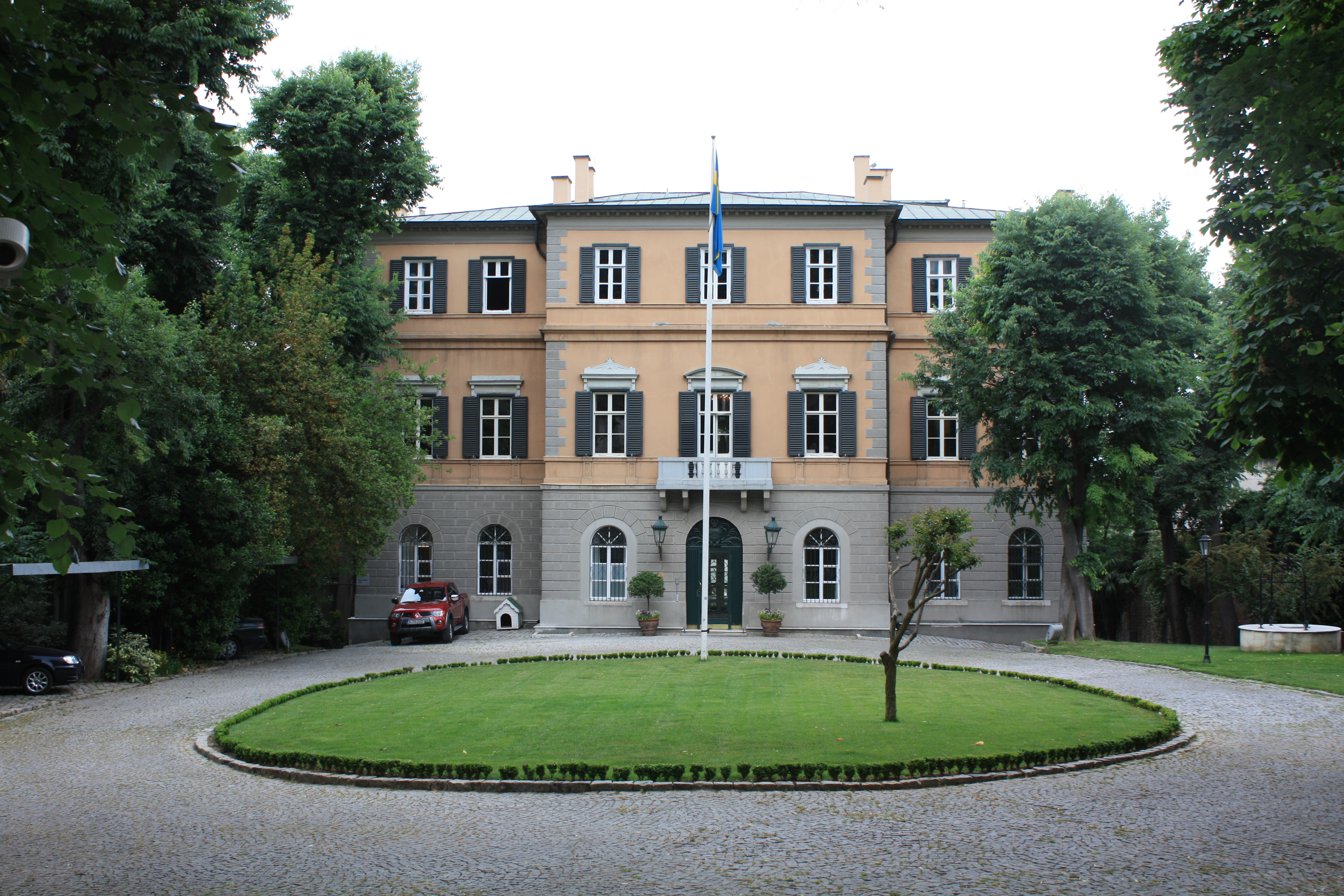
이스탄불 주재 스웨덴 총영사관

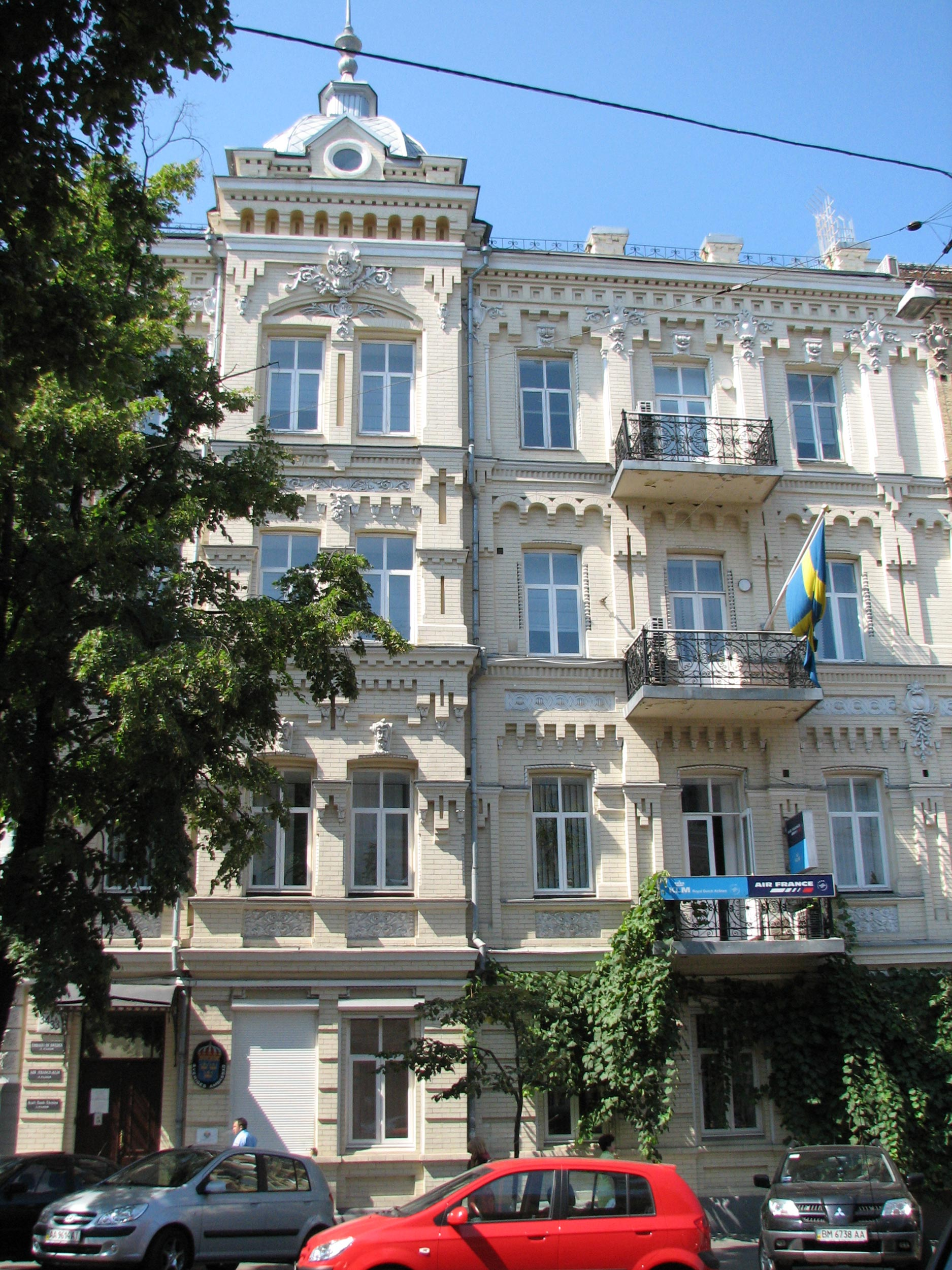
키예프 주재 스웨덴 대사관

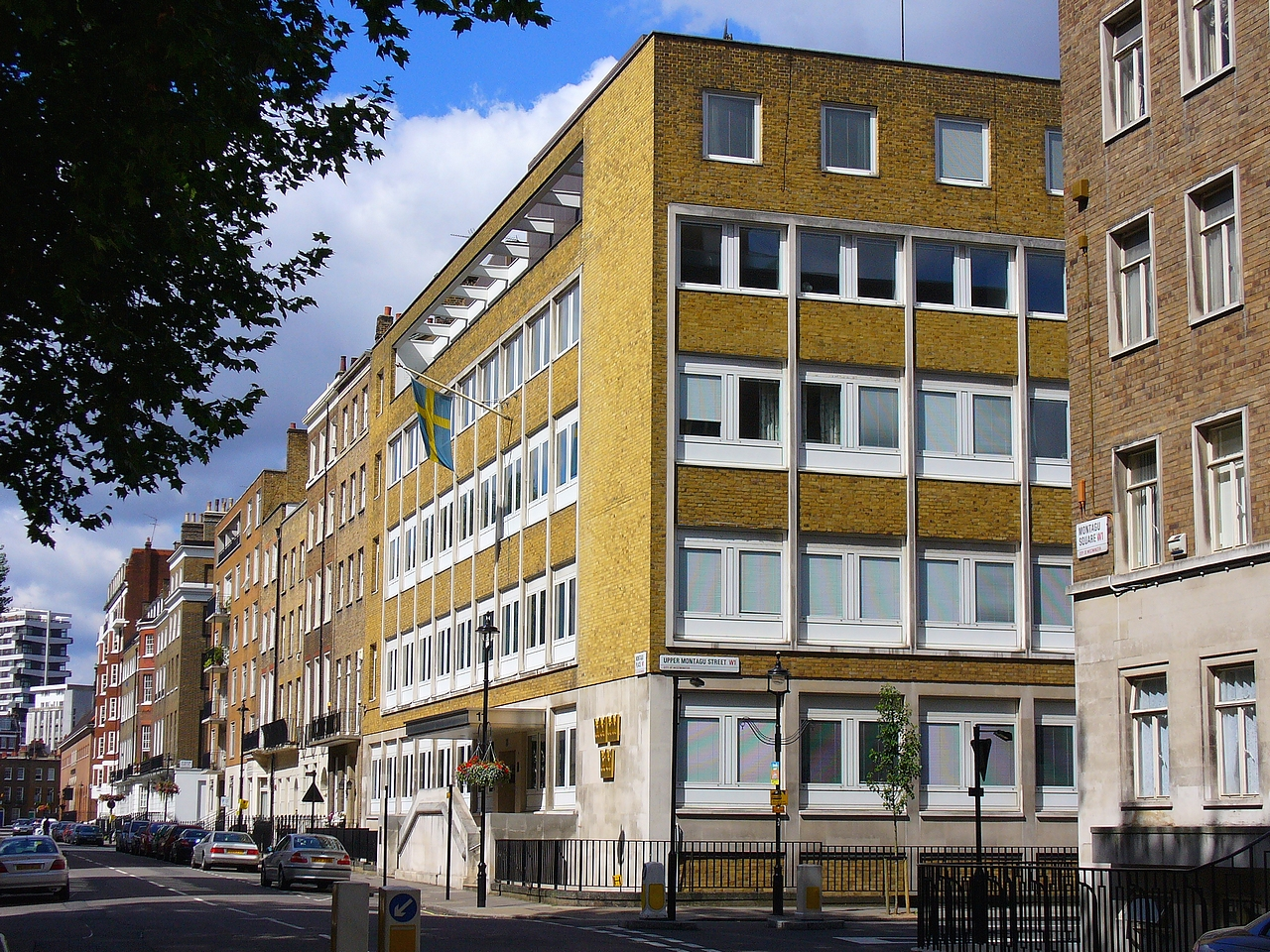
런던 주재 스웨덴 대사관

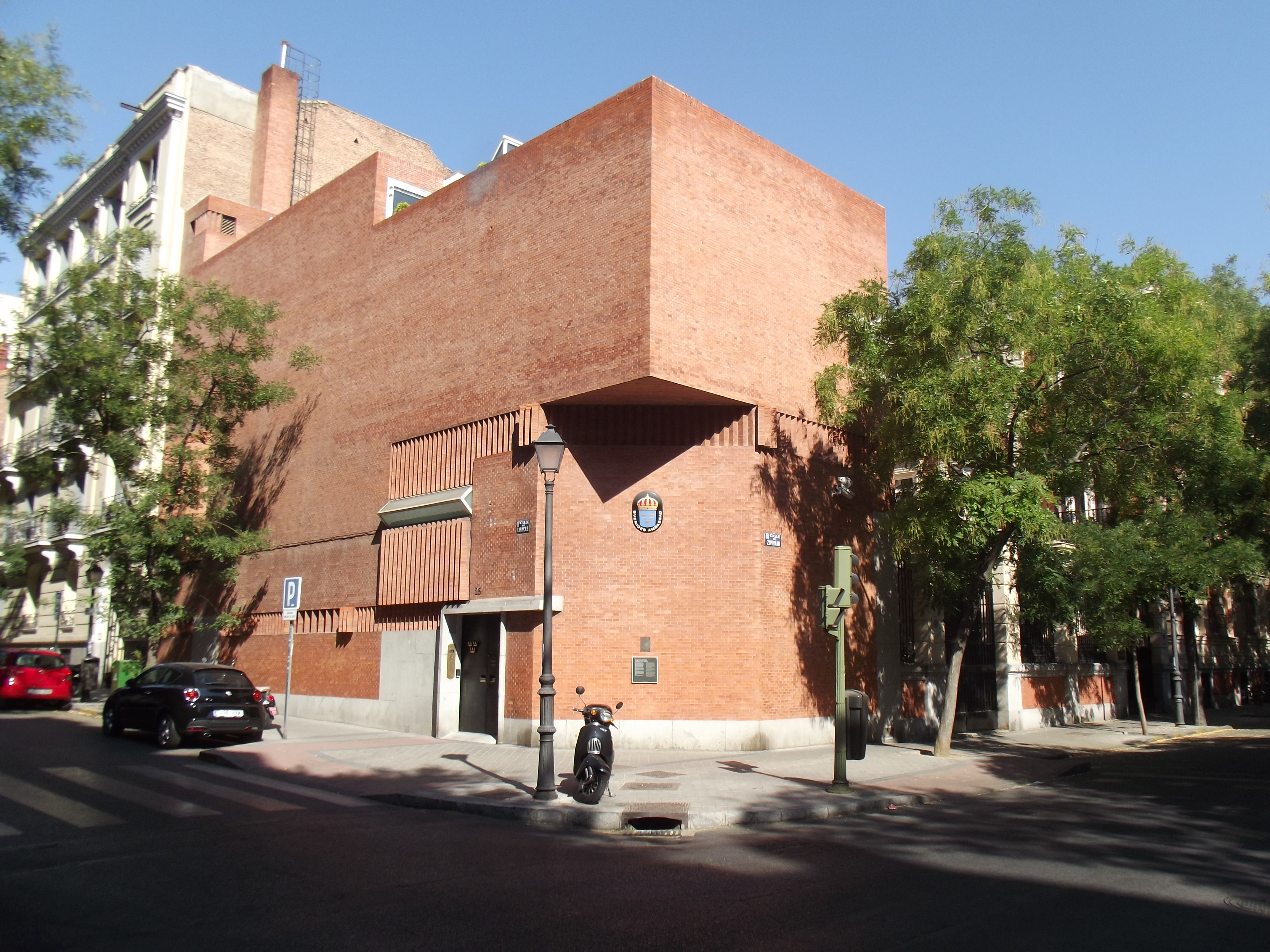
마드리드 주재 스웨덴 대사관

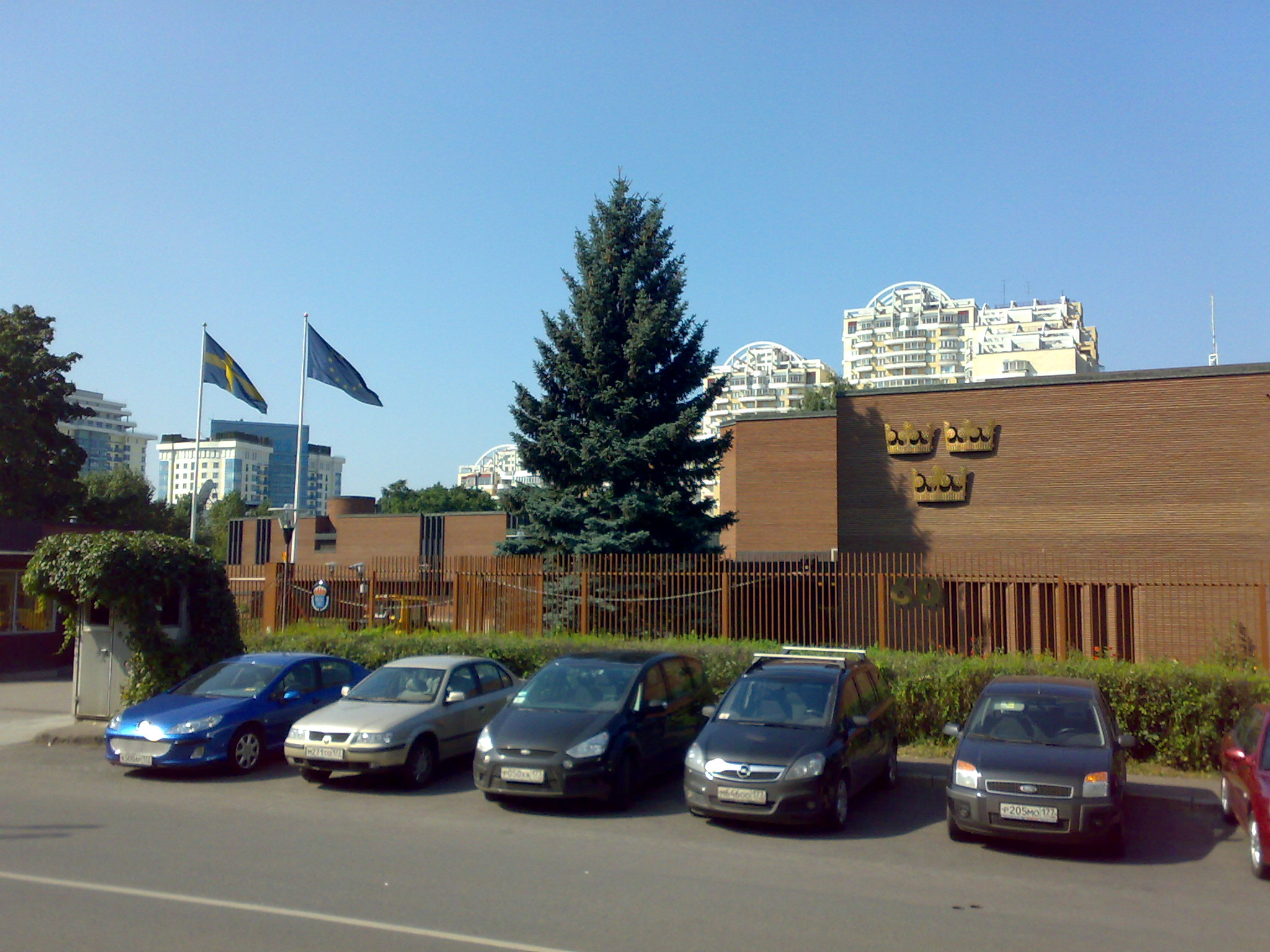
모스크바 주재 스웨덴 대사관

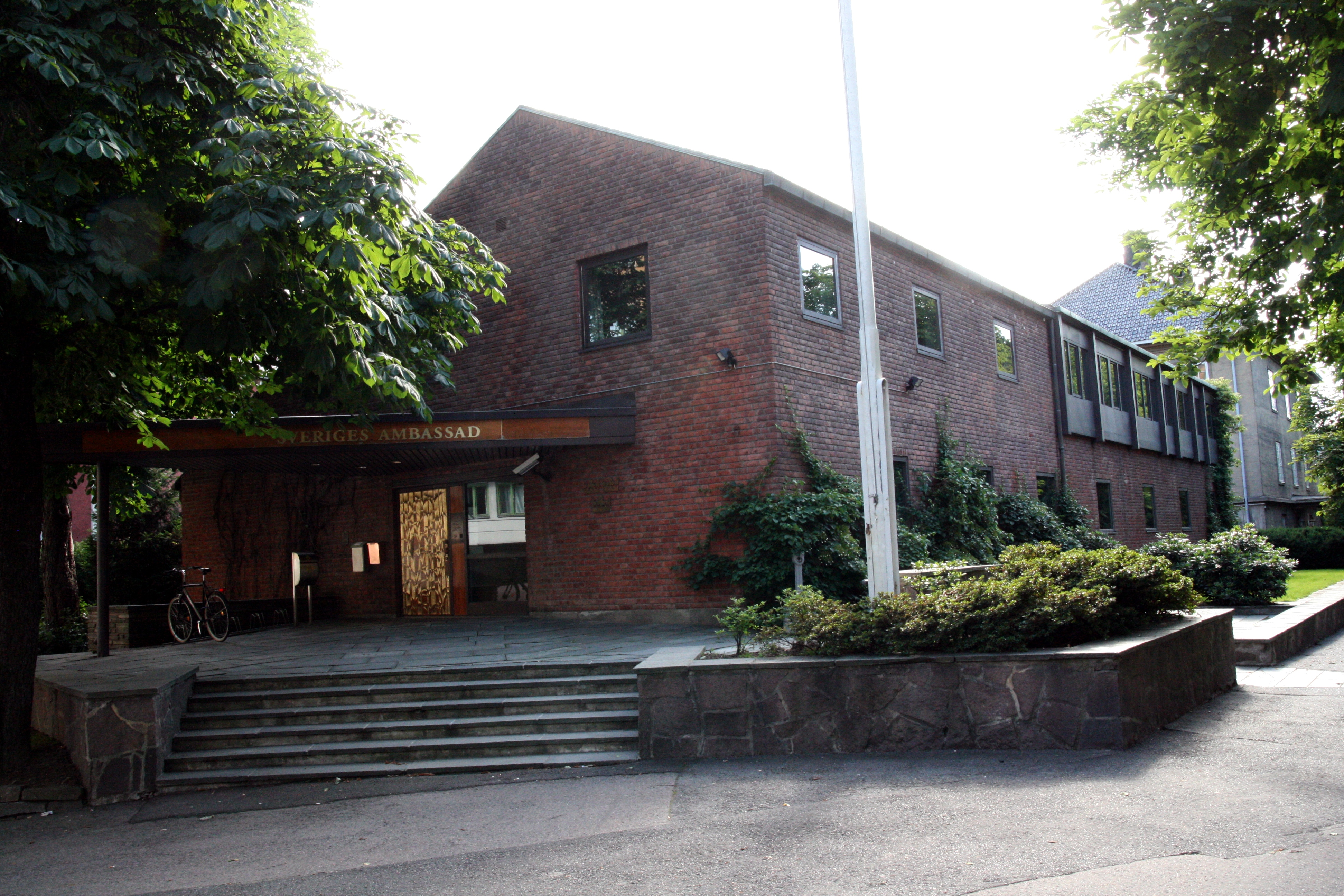
오슬로 주재 스웨덴 대사관

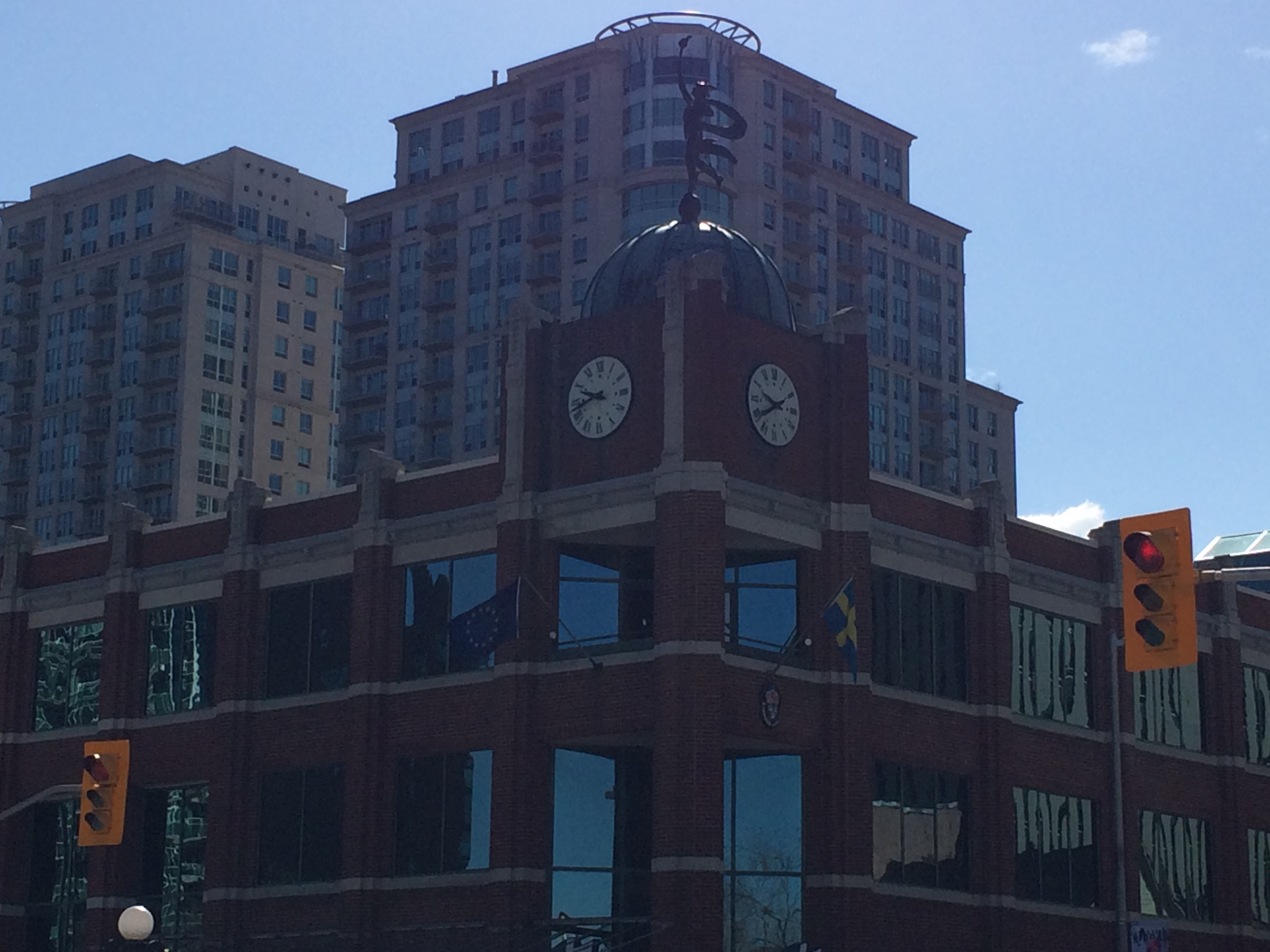
오타와 주재 스웨덴 대사관

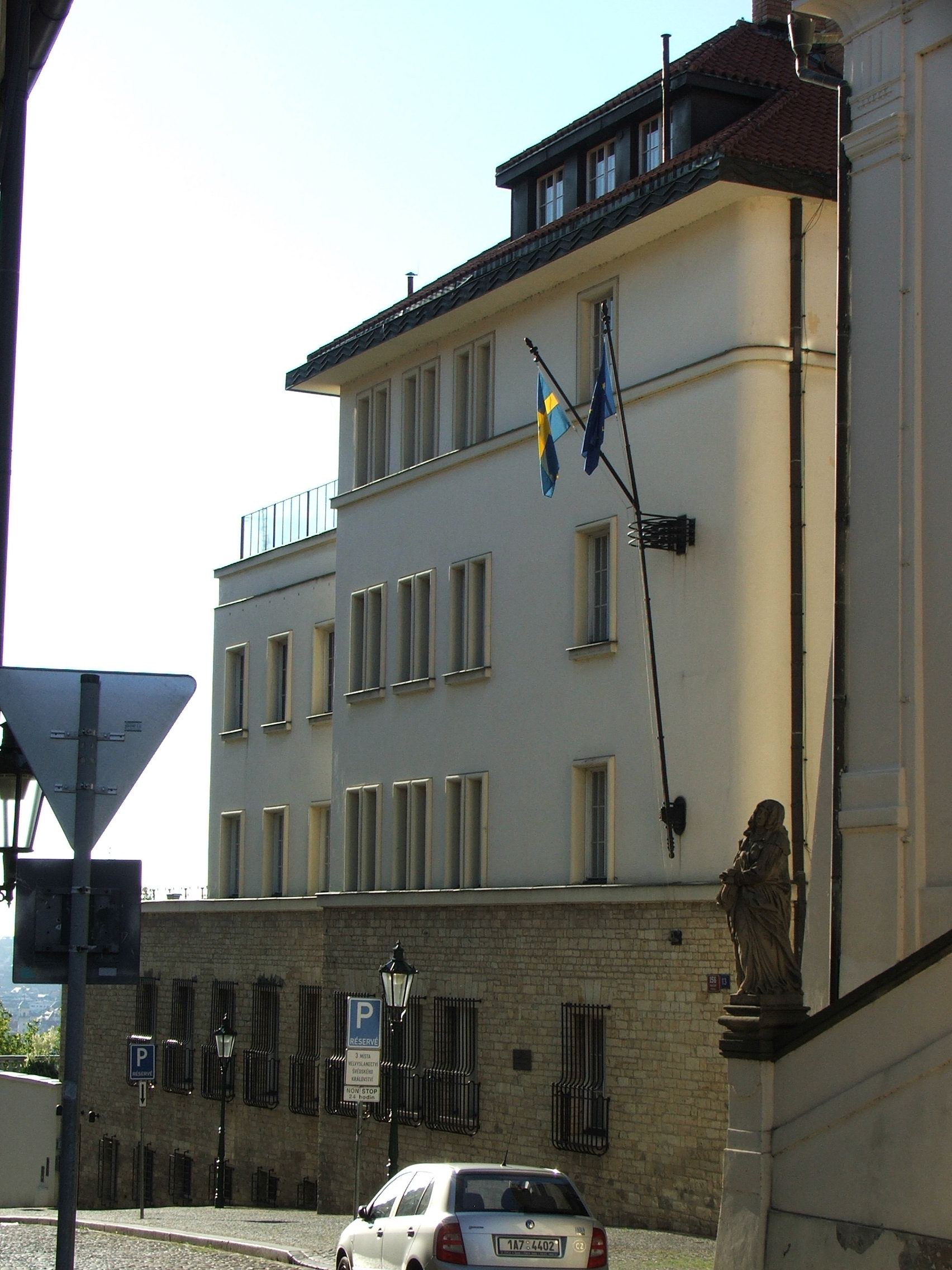
프라하 주재 스웨덴 대사관

평양직할시 주재 스웨덴 대사관

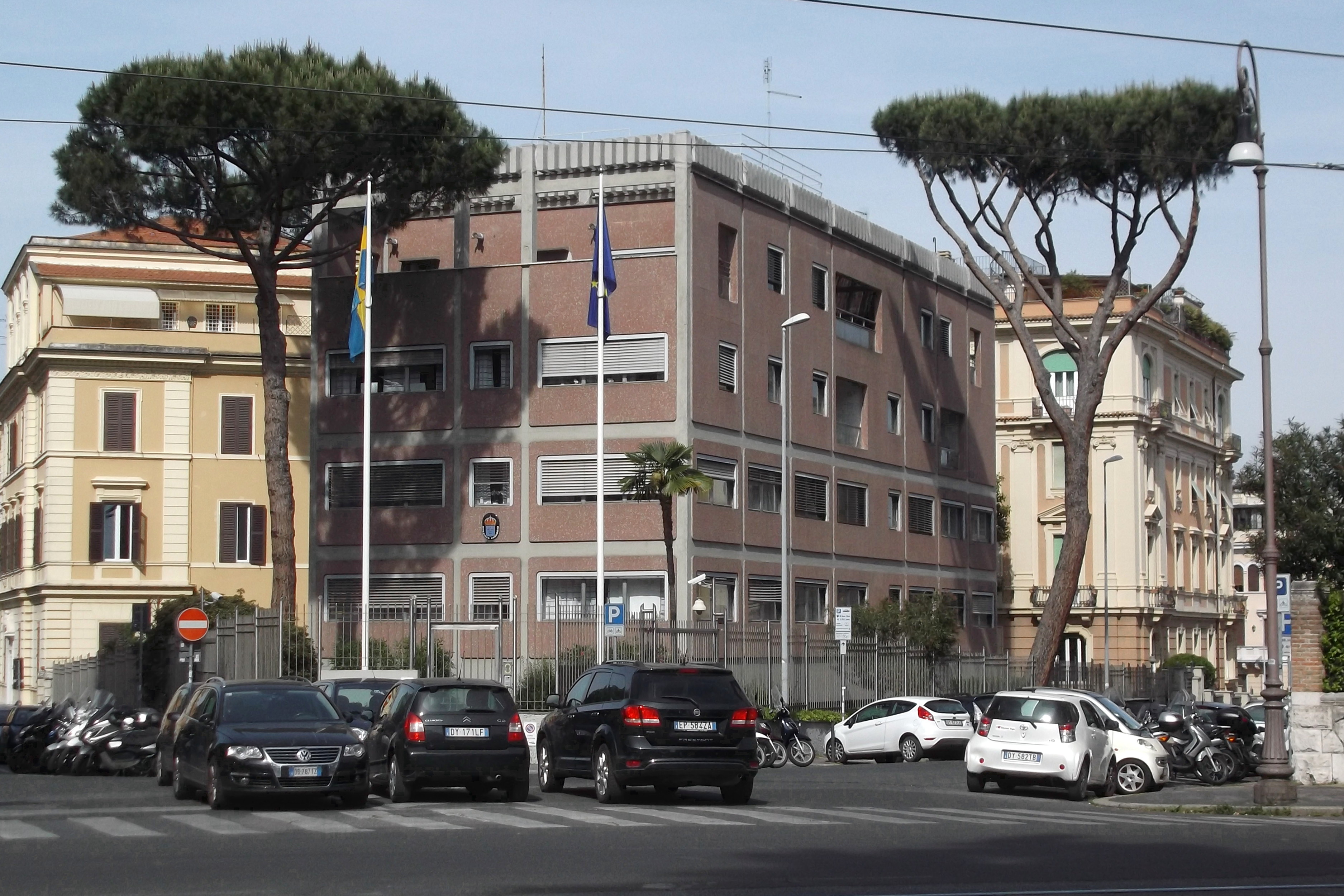
로마 주재 스웨덴 대사관

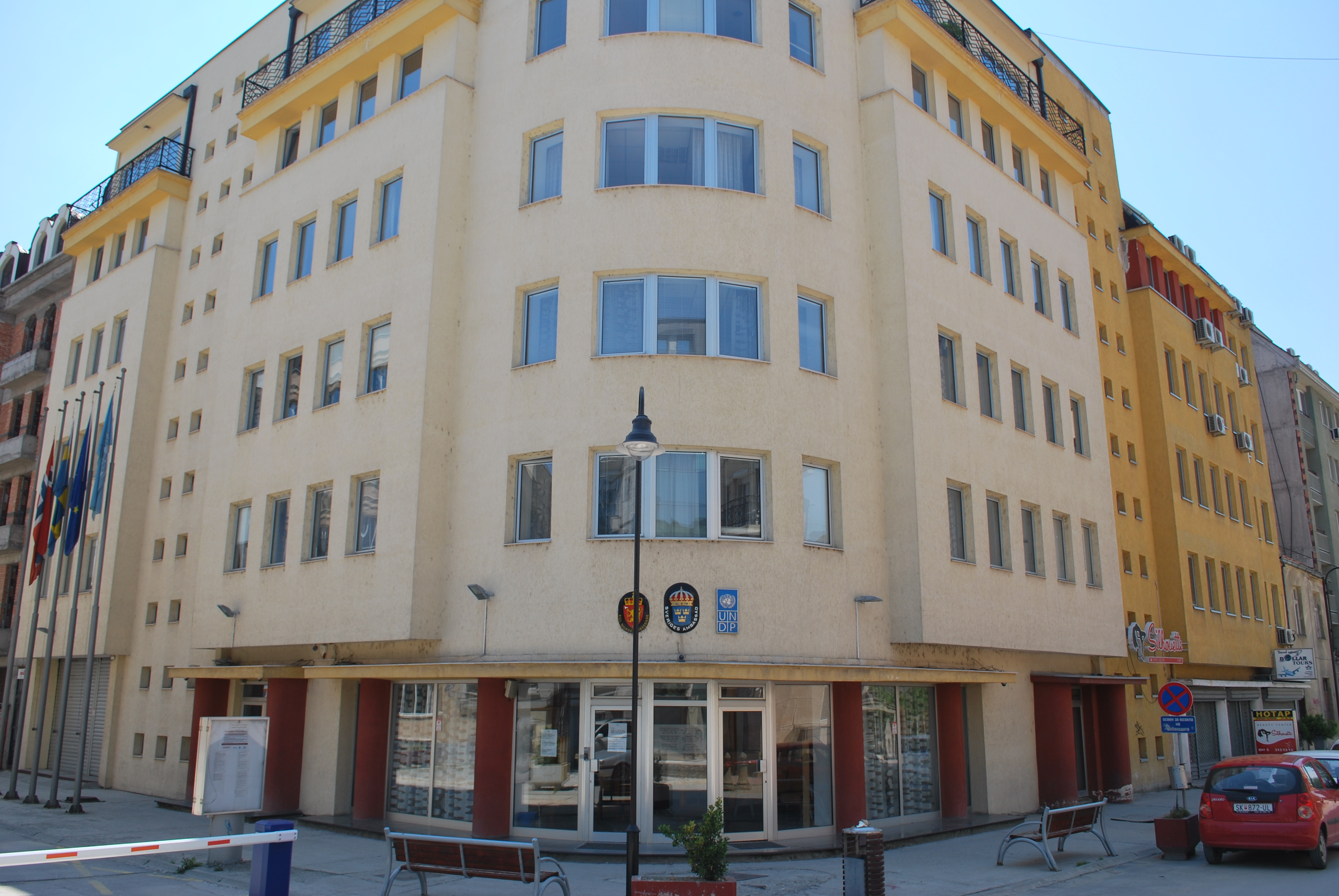
스코페 주재 스웨덴 대사관

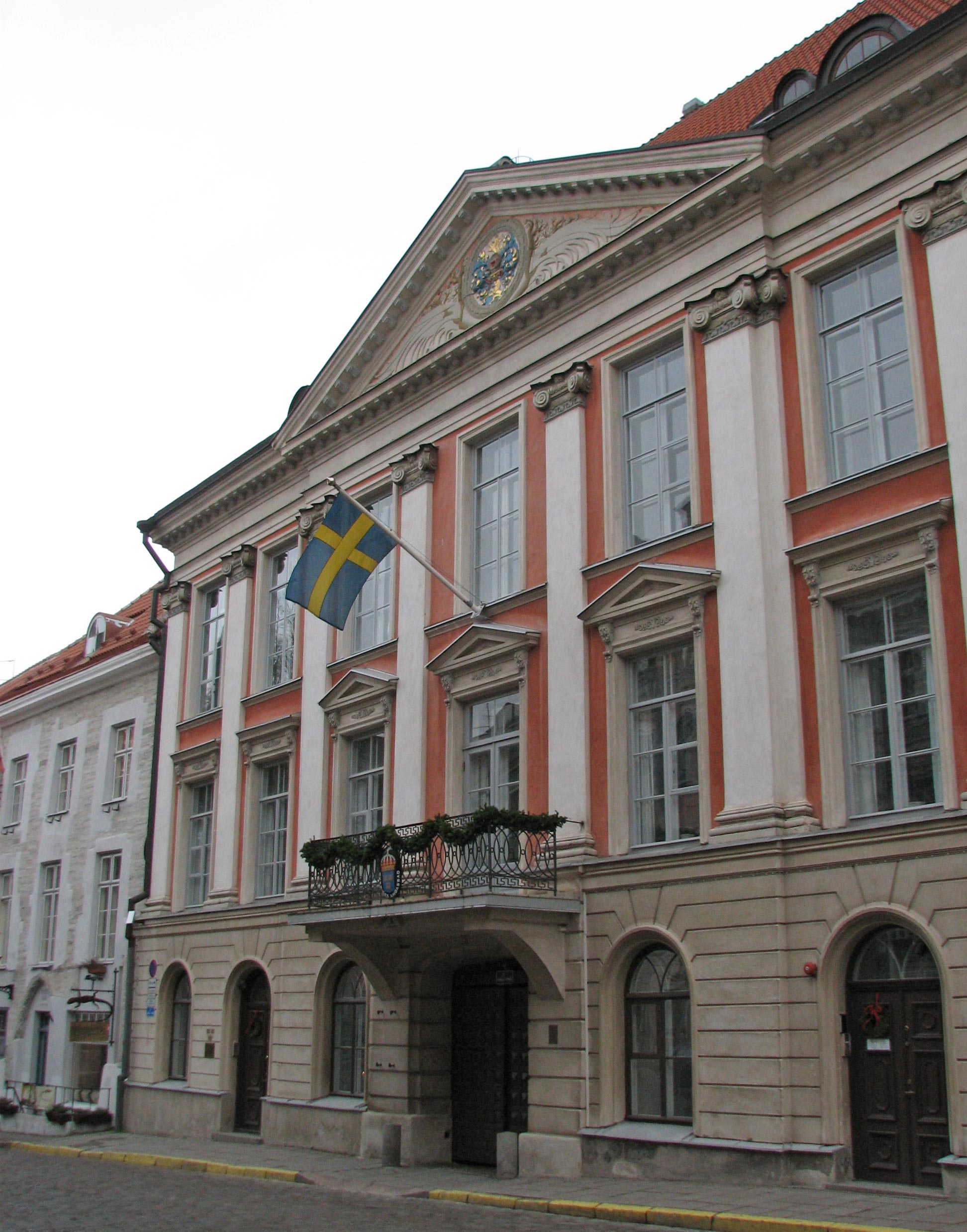
탈린 주재 스웨덴 대사관

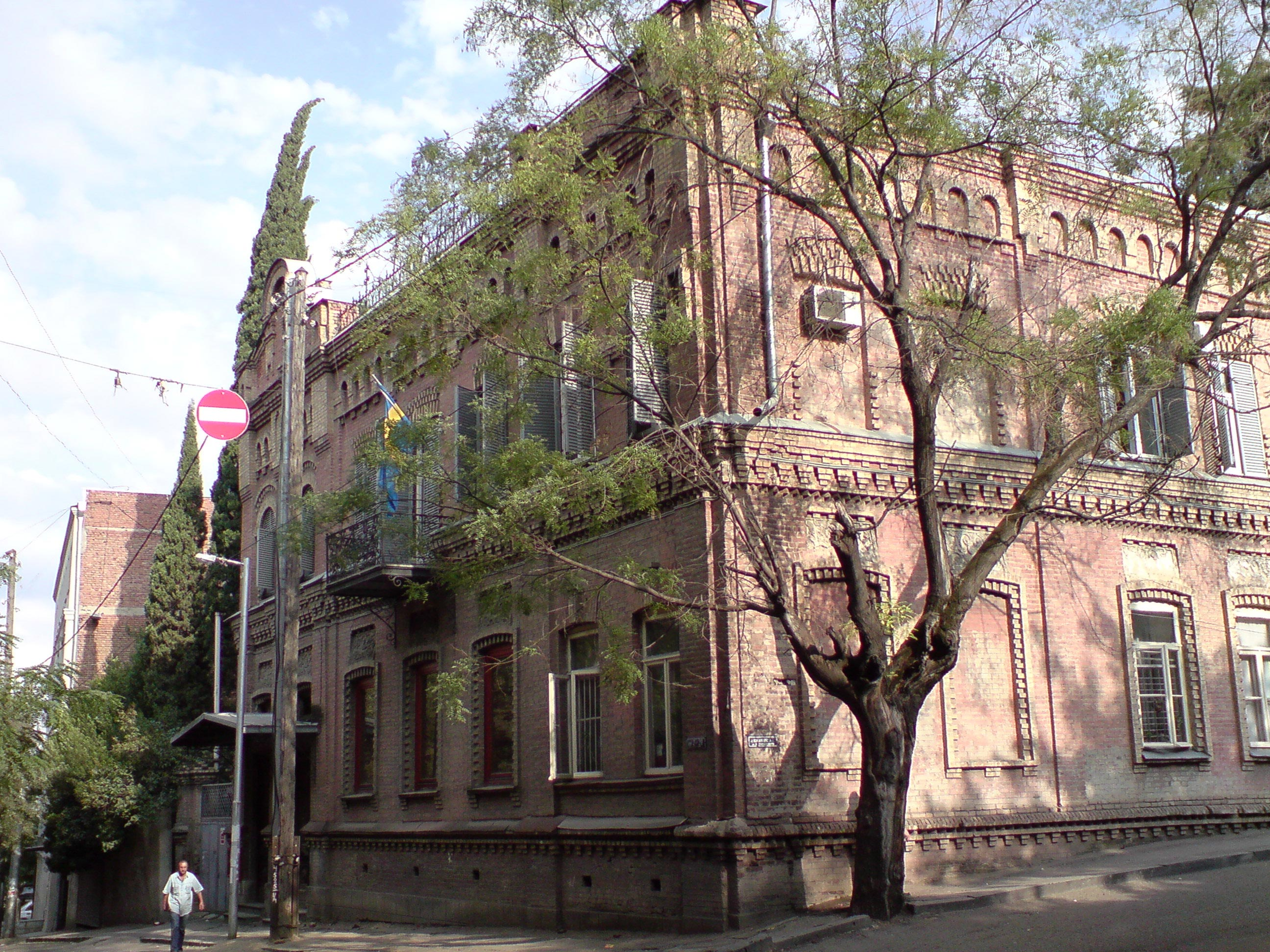
트빌리시 주재 스웨덴 대사관

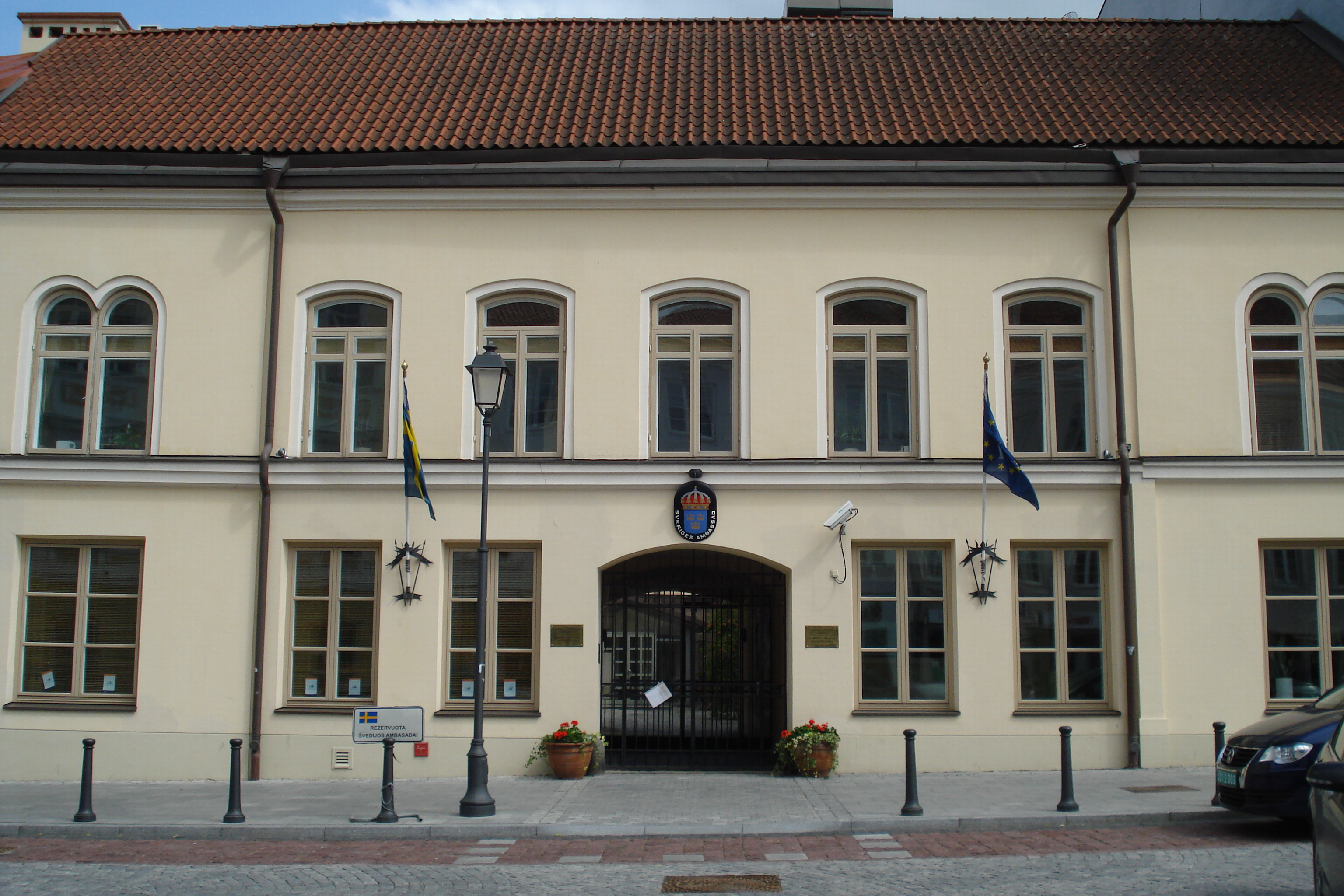
빌뉴스 주재 스웨덴 대사관

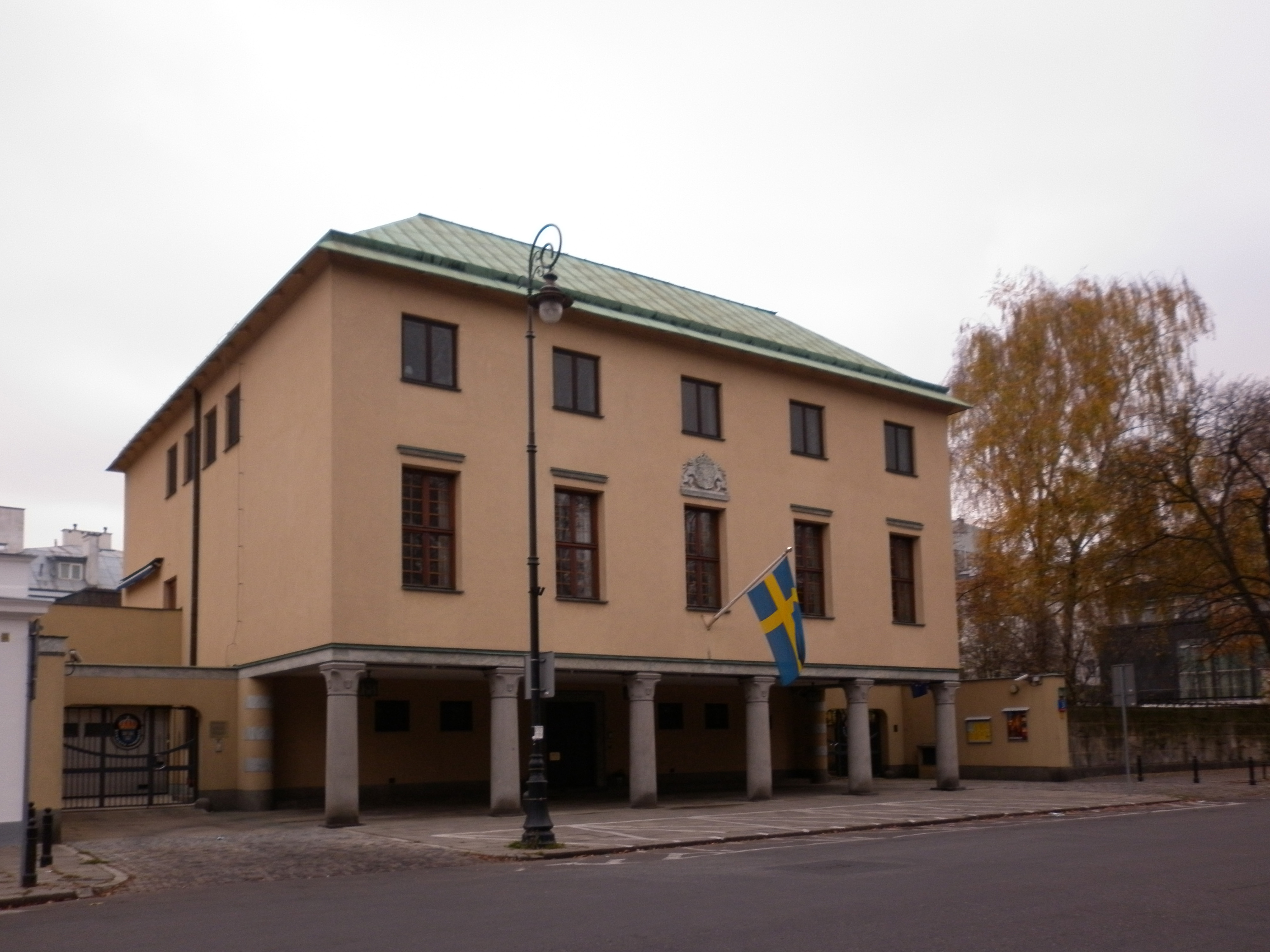
바르샤바 주재 스웨덴 대사관

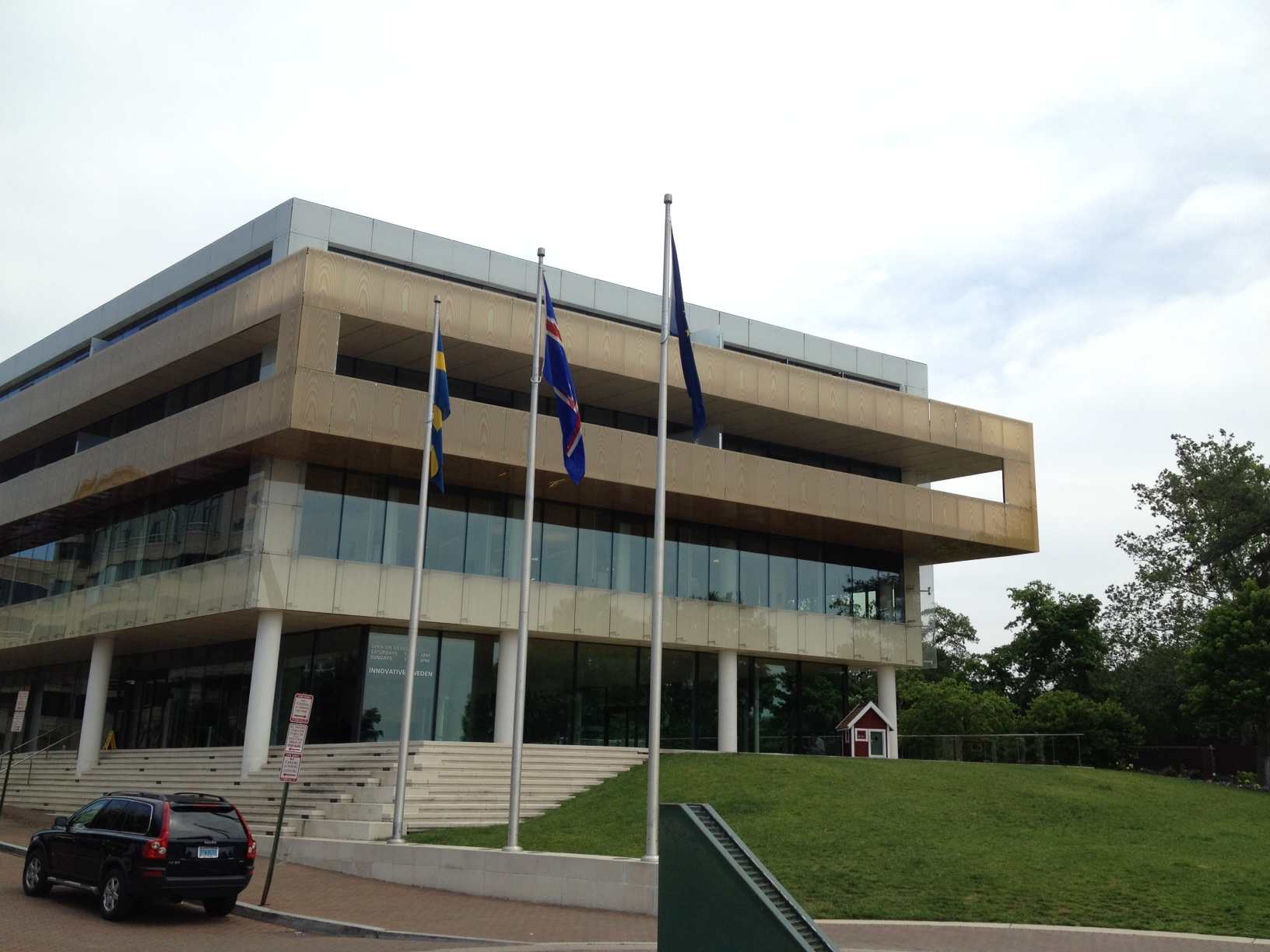
워싱턴 D.C. 주재 스웨덴 대사관

스웨덴의 재외공관 목록은 스웨덴 주재 대사관을 각국에 상주시켜 놓는 것을 의미하며 스웨덴의 재외공관을 나열한 목록이다.

## 아프리카
- 알제리
  - 알제 (대사관)
- 앙골라
  - 루안다 (대사관)
- 부르키나파소
  - 와가두구 (대사관)
- 콩고 민주 공화국
  - 킨샤사 (대사관)
- 이집트
  - 카이로 (대사관)
- 에티오피아
  - 아디스아바바 (대사관)
- 케냐
  - 나이로비 (대사관)
- 라이베리아
  - 몬로비아 (대사관)
- 말리
  - 바마코 (대사관)
- 모로코
  - 라바트 (대사관)
- 모잠비크
  - 마푸투 (대사관)
- 나이지리아
  - 아부자 (대사관)
- 르완다
  - 키갈리 (대사관)
- 남아프리카 공화국
  - 프리토리아 (대사관)
- 수단
  - 하르툼 (대사관)
- 탄자니아
  - 다르에스살람 (대사관)
- 우간다
  - 캄팔라 (대사관)
- 잠비아
  - 루사카 (대사관)
- 짐바브웨
  - 하라레 (대사관)

## 아메리카
- 아르헨티나
  - 부에노스아이레스 (대사관)
- 볼리비아
  - 라파스 (대사관)
- 브라질
  - 브라질리아 (대사관)
- 캐나다
  - 오타와 (대사관)
- 칠레
  - 산티아고 (대사관)
- 콜롬비아
  - 보고타 (대사관)
- 쿠바
  - 아바나 (대사관)
- 과테말라
  - 과테말라 시 (대사관)
- 멕시코
  - 멕시코시티 (대사관)
- 미국
  - 워싱턴 D.C. (대사관)

## 아시아
- 아프가니스탄
  - 카불 (대사관)
- 아르메니아
  - 예레반 (대사관)
- 아제르바이잔
  - 바쿠 (대사관)
- 방글라데시
  - 다카 (대사관)
- 캄보디아
  - 프놈펜 (대사관)
- 중화인민공화국
  - 베이징시 (대사관), 홍콩 (총영사관), 상하이시 (총영사관)
- 키프로스
  - 니코시아 (대사관)
- 조지아
  - 트빌리시 (대사관)
- 인도
  - 뉴델리 (대사관)
- 인도네시아
- 자카르타 (대사관)
- 이란
  - 테헤란 (대사관)
- 이라크
  - 바그다드 (대사관)
- 이스라엘
  - 텔아비브 (대사관)
- 일본
  - 도쿄도 (대사관)
- 요르단
  - 암만 (대사관)
- 조선민주주의인민공화국
  - 평양직할시 (대사관)
- 대한민국
  - 서울특별시 (대사관)
- 말레이시아
  - 쿠알라룸푸르 (대사관)
- 파키스탄
  - 이슬라마바드 (대사관)
- 카타르
  - 도하 (대사관)
- 사우디아라비아
  - 리야드 (대사관)
- 싱가포르
  - 싱가포르 (대사관)
- 시리아
  - 다마스쿠스 (대사관)
- 중화민국
  - 타이베이시 (무역 사무소)
- 태국
  - 방콕 (대사관)
- 튀르키예
  - 앙카라 (대사관), 이스탄불 (총영사관)
- 아랍에미리트
  - 아부다비 (대사관)
- 베트남
  - 하노이 (대사관)

## 유럽
- 알바니아
  - 티라나 (대사관)
- 오스트리아
  - 빈 (대사관)
- 보스니아 헤르체고비나
  - 사라예보 (대사관)
- 크로아티아
  - 자그레브 (대사관)
- 체코
  - 프라하 (대사관)
- 덴마크
  - 코펜하겐 (대사관)
- 에스토니아
  - 탈린 (대사관)
- 핀란드
  - 헬싱키 (대사관), 마리에함 (총영사관)
- 프랑스
  - 파리 (대사관)
- 독일
  - 베를린 (대사관)
- 그리스
  - 아테네 (대사관)
- 바티칸 시국
  - 바티칸 시국 (대사관)
- 헝가리
  - 부다페스트 (대사관)
- 아이슬란드
  - 레이캬비크 (대사관)
- 이탈리아
  - 로마 (대사관)
- 코소보
  - 프리슈티나 (대사관)
- 라트비아
  - 리가 (대사관)
- 리투아니아
  - 빌뉴스 (대사관)
- 북마케도니아
  - 스코페 (대사관)
- 몰도바
  - 키시너우 (대사관)
- 네덜란드
  - 헤이그 (대사관)
- 노르웨이
  - 오슬로 (대사관)
- 폴란드
  - 바르샤바 (대사관)
- 포르투갈
  - 리스본 (대사관)
- 루마니아
  - 부쿠레슈티 (대사관)
- 러시아
  - 모스크바 (대사관), 상트페테르부르크 (총영사관)
- 세르비아
  - 베오그라드 (대사관)
- 스페인
  - 마드리드 (대사관)
- 스위스
  - 베른 (대사관)
- 우크라이나
  - 키예프 (대사관)
- 영국
  - 런던 (대사관)

## 오세아니아
- 오스트레일리아
  - 캔버라 (대사관)

## 대표부
- EU, NATO 스웨덴 정부 대표부 : 브뤼셀
- UN 스웨덴 정부 대표부 : 뉴욕, 제네바
- UNESCO, OECD 스웨덴 정부 대표부 : 파리
- 유럽 평의회 스웨덴 정부 대표부 : 스트라스부르
- 유럽 안보 협력 기구 스웨덴 정부 대표부 : 빈